# Laguna de Masaya
Lenderí o laguna de Masaya es un cuerpo de agua dulce superficial del tipo laguna cratérica de 8.54 km² situado en el departamento de Masaya en Nicaragua.
Tiene gran relevancia para el relieve del departamento de Masaya, especialmente para la sierra, porque constituye una potencial fuente de agua dulce para la Zona Sur del mismo. Sin embargo y aunque tiene un alto valor paisajístico, recreativo y pesquero, los altos niveles de contaminación limitan su aprovechamiento.

## Ubicación
Está localizada al oeste de la ciudad de Masaya y al costado este del Volcán Masaya, forma parte del parque nacional del mismo nombre. Está delimitada al este por acantilados en los que anidan loros y chocoyos y al oeste por enormes coladas de lava. En sus laderas crece un bosque seco con plantas de baja altura y variedad de cactus.

## Geografía
La topografía de su subcuenca es accidentada, con pendientes del 10% hasta de más del 75%. 
Existen en ella arroyos que solo transportan caudales significativos durante la época lluviosa (de mayo a octubre). El nivel de sus aguas se mantiene por el escurrimiento superficial y por las corrientes de aguas subterráneas. 
Es el área de mayor drenaje del acuífero "La Sierra", con un área de 189.60 km² de subcuenca cerrada.

## Simbolismo de Lendarí
La laguna de Masaya se denomina Lenderí, nombre proveniente del idioma chorotega. Tiene una simbología especial para las comunidades indígenas en la que representa  fortaleza. Monimbó y la mayoría de los pueblos blancos están a la orilla de la misma.